# Мудир
Муди́р (араб. مدير‎ — управляющий) — в мусульманских государствах должность управляющего.

## Этимология
Мудир — это арабское слово, означающее «управляющий делами подчиненного народа по поручению имама», с арабского переводится как «управляющий, директор». Произошло от арабского глагола «адара» (араб. إدار‎) — «управлять, руководить».

## Мудиры в разных странах
Турция
В турецком областном управлении название главы кантона (нахийе), от которого зависят сельские старосты — мухтары — и который сам подчинен каймакаму.
Египет
В Египте мудиром называется губернатор провинции (мудирийе); одна из наиболее важных функций — взыскание податей.
Имамат
Северокавказский имамат делился на мудирства, которые в свою очередь делились на наибства. Как правило, одно мудирство включало 4 наибства. Во время подготовки и сбора войск мудир осуществлял руководство организаторской и военно-административной работой наибов подчиненных им мазунов, командиров воинских отрядов. Во время военных операций мудиру подчинялись подвластные ему наибы и их войско, и они действовали под единым командованием мудира. Мудиры, в свою очередь, действовали под руководством главнокомандующего вооруженными силами Имамата.
За всё время существования Имамата мудирами стали свыше двадцати человек: Ташев-хаджи (по голосам был главным конкурентом Шамиля при избрании имама), Ахбердил-Мухамед, Шоип-Мулла, Джаватхан, Атабай, Талхиг, Абдулла Цахкар, Абдурагим Казикумухский, Мухаммед-Мирза Анзоров, Мухаммад-Амин, Даниял-бек, Кибит-Мухаммад, Галбац-Дибир, Саид из Инхо, Абакар-Дибир, Абакар-хаджи, Газимухаммад, Хаджияв, Хаджимурад, Уллубий-Мулла, Суаиб-Мулла.